# Stronger (album Sanny Nielsen)
Stronger – czwarty album studyjny szwedzkiej piosenkarki Sanny Nielsen, wydany 16 kwietnia 2008 przez wytwórnię Lionheart International.
Płyta była notowana na 1. miejscu na oficjalnej szwedzkiej liście sprzedaży i uzyskała certyfikat złotej za sprzedaż w nakładzie przekraczającym 20 tysięcy sztuk. Wydawnictwo znalazło się na 33. miejscu najlepiej sprzedających się albumów w Szwecji w 2008 roku.
Krążek promowały 3 single: „Empty Room”, „Nobody Without You” i „I Can Catch the Moon”.

## Lista utworów
| Nr  | Tytuł                                              | Tekst                                             | Muzyka                                              | Producenci                     | Czas  |
| --- | -------------------------------------------------- | ------------------------------------------------- | --------------------------------------------------- | ------------------------------ | ----- |
| 1.  | „Strong”                                           | Bobby Ljunggren, Marcos Ubeda                     | Bobby Ljunggren, Marcos Ubeda                       | Marcos Ubeda                   | 3:37  |
| 2.  | „Empty Room”                                       | Bobby Ljunggren, Aleena Gibson                    | Bobby Ljunggren, Aleena Gibson                      | Jörgen Ingeström, Bo Reimer    | 3:01  |
| 3.  | „Nobody Without You”                               | Kristian Lagerström                               | Henrik Wikström, Kristian Lagerström, Torbjörn Fall | Henrik Wikström, Torbjörn Fall | 3:01  |
| 4.  | „I Believe It’s You”                               | Bobby Ljunggren, Aleena Gibson                    | Bobby Ljunggren, Aleena Gibson, Oscar Holter        | Jörgen Ingeström, Bo Reimer    | 3:46  |
| 5.  | „Heart of Me”                                      | Randy Goodrum                                     | Bobby Ljunggren, Niklas Edberger                    | Jörgen Ingeström, Bo Reimer    | 4:04  |
| 6.  | „Tomorrow Ends Today”                              | Marcos Ubeda                                      | Bobby Ljunggren, Marcos Ubeda                       | Jörgen Ingeström, Bo Reimer    | 4:00  |
| 7.  | „Impatiently Waiting for You”                      | Lotta Häggström                                   | Bobby Ljunggren                                     | Jörgen Ingeström, Bo Reimer    | 3:47  |
| 8.  | „Those Were the Days and the Nights of Loving You” | Peter Kvint, Aleena Gibson                        | Peter Kvint, Aleena Gibson                          | Peter Kvint                    | 4:18  |
| 9.  | „Out of Reach”                                     | Emanuel Olsson, Aleena Gibson                     | Emanuel Olsson, Aleena Gibson                       | Dan Sundquist                  | 4:23  |
| 10. | „But I Know What I Want”                           | Charlie Mason, Kristian Lagerström, Johan Sjöberg | Charlie Mason, Kristian Lagerström, Johan Sjöberg   | Jörgen Ingeström, Bo Reimer    | 3:32  |
| 11. | „Broken in Two”                                    | Randy Goodrum                                     | Bobby Ljunggren, Niklas Edberger                    | Jörgen Ingeström, Bo Reimer    | 4:05  |
| 12. | „Magic”                                            | John Farrar                                       | John Farrar                                         | Jörgen Ingeström, Bo Reimer    | 3:58  |
| 13. | „I Can Catch the Moon”                             | Bobby Ljunggren, Aleena Gibson                    | Bobby Ljunggren, Jörgen Ingeström                   | Jörgen Ingeström, Bo Reimer    | 2:58  |
| 14. | „This Is My Thanks”                                | Sanna Nielsen                                     | Sanna Nielsen                                       | Jörgen Ingeström, Bo Reimer    | 2:57  |
|     |                                                    |                                                   |                                                     | Całkowita długość:             | 51:27 |

## Notowania
| Kraj    | Lista sprzedaży (2008) | Najwyższa pozycja | Certyfikat  | Sprzedaż |
| ------- | ---------------------- | ----------------- | ----------- | -------- |
| Szwecja | Sverigetopplistan      | 1                 | złota płyta | 20 000+  |

| Kraj    | Lista sprzedaży (2008) | Pozycja |
| ------- | ---------------------- | ------- |
| Szwecja | Sverigetopplistan      | 33      |